# Eurybelodon shoshanii
L'euribelodonte (Eurybelodon shoshanii) è un mammifero proboscidato estinto, appartenente agli amebelodontidi. Visse nel Miocene superiore (circa 10 milioni di anni fa) e i suoi resti fossili sono stati ritrovati in Nordamerica.

## Descrizione
Questo animale è noto per resti cranici molto parziali, comprendenti una zanna inferiore, una zanna superiore parziale e due mandibole. Eurybelodon era uno dei bizzarri "gonfoteri dalle zanne a pala" tipici del Miocene, le cui forme più note erano Amebelodon e Platybelodon. Come quest'ultimo, Eurybelodon possedeva enormi zanne inferiori appiattite e larghe, ma si distingueva da Platybelodon per alcune caratteristiche: i molari erano dotati di una struttura a trifoglio singola e poco sviluppata, il terzo molare inferiore era dotato di sole quattro creste (la quarta era poco più di un talonide ipersviluppato), e le zanne inferiori erano larghe, moderatamente appiattite, piuttosto allungate e con una forte curvatura dorsale; le zanne inferiori erano inoltre dotate di una struttura interna a lamine piuttosto che a piccoli bastoncini di dentina, come invece era in Platybelodon. Infine, caso unico tra i gonfoteri, sia le zanne inferiori che quelle superiori possedevano cortecce di smalto molto corrugato. 

## Classificazione
Eurybelodon shoshanii venne descritto per la prima volta nel 2016, sulla base di resti fossili ritrovati nella formazione Juntura in Oregon, risalente al Clarendoniano (Miocene superiore) e attribuibile alla fauna locale di Black Butte. I fossili erano stati in precedenza attribuiti al genere Platybelodon, ma lo studio del 2016 mise in luce sufficienti differenze da poter istituire un genere a parte, diverso anche da Amebelodon, Serbelodon e Torynobelodon.
Tutti questi generi, così come Platybelodon ed Eurybelodon, fanno parte degli amebelodontidi, un gruppo di proboscidati specializzati tipici del Miocene, le cui caratteristiche zanne inferiori erano appiattite e allargate a formare una sorta di vanga.